# Магнітна індукція
Магні́тна інду́кція — векторна фізична величина, основна характеристика величини й напрямку магнітного поля. Сила дії магнітного поля на заряджені частинки й тіла, які мають магнітний момент і рухаються відносно даного магнітного поля. Вектор магнітної індукції зазвичай позначають латинською літерою {\displaystyle \mathbf {B} }.
В системі SI магнітна індукція поля вимірюється в теслах (Тл). У системі СГС — в гаусах (Гс).

## Загальні поняття
Уявлення про магнітне поле пояснює зв'язок між електрикою і магнетизмом. Джерелом появи магнітного поля є рухомі електричні заряди (струм). Магнітне поле виникає у просторі, довкола провідників зі струмом, подібно тому, як в просторі, довкола нерухомих електричних зарядів виникає електричне поле. Магнітне поле постійних магнітів також створюється електричними мікрострумами, що циркулюють всередині молекул речовини (гіпотеза Ампера).
Для описання магнітного поля вводять силову характеристику поля, аналогічну вектору напруженості електричного поля. Такою характеристикою є вектор магнітної індукції — {\displaystyle {\vec {B}}}. Вектор магнітної індукції визначає сили, які діють на рухомі заряди в магнітному полі.
За напрям вектора {\displaystyle {\vec {B}}} прийнято напрямок від південного полюса S до північного полюса N магнітної стрілки, яка вільно рухається в магнітному полі (як у компасі). Таким чином, за допомогою такої стрілки, досліджуючи магнітне поле створене струмом чи постійним магнітом, можливо з деякою точністю уявити просторову структуру магнітного поля.
Лінії магнітної індукції завжди замкнені. Це означає, що магнітне поле не має магнітних зарядів. Силові поля, що наділені такими властивостями, називають вихровими.

## Сила Лоренца
Магнітна індукція пов'язана з напруженістю магнітного поля {\displaystyle \mathbf {H} }, що характеризує магнітне поле в середовищі:
{\displaystyle \mathbf {B} =\mu \mathbf {H} },
де {\displaystyle \mu } — магнітна проникність.
Магнітна індукція визначає силу, що діє в магнітному полі на рухомий електричний заряд, яка називається силою Лоренца. При відсутності електричного поля ця сила записується:
| СГС                                                                              | ISQ                                                                 |
| {\displaystyle \mathbf {F} _{L}={\frac {q}{c}}[\mathbf {v} \times \mathbf {B} ]} | {\displaystyle \mathbf {F} _{L}=q[\mathbf {v} \times \mathbf {B} ]} |

,
де {\displaystyle \mathbf {F} } — сила, {\displaystyle q} — заряд, {\displaystyle \mathbf {v} } — швидкість, с — швидкість світла.
Якщо на заряд діє також електричне поле, то сила Лоренца має вигляд:
| СГС                                                                                            | ISQ                                                                              |
| {\displaystyle \mathbf {F} _{L}=q\mathbf {E} +{\frac {q}{c}}[\mathbf {v} \times \mathbf {B} ]} | {\displaystyle \mathbf {F} _{L}=q\mathbf {E} +[\mathbf {v} \times \mathbf {B} ]} |

,
де {\displaystyle \mathbf {E} } — напруженість електричного поля. Таким чином, для електричного та магнітного полів історично склалася розбіжність у найменуванні основної характеристики, для електричного поля основною характеристикою є напруженість, а для магнітного поля — індукція.

## Третє рівняння Максвелла
Вектор магнітної індукції визначає величину й напрямок дії магнітного поля в кожній точці простору. Він входить у третє рівняння Максвелла
{\displaystyle {\text{div}}\ \mathbf {B} =0},
що є твердженням того, що магнітне поле — соленоїдне, тобто не існує магнітних зарядів.
В інтегральній формі третє рівняння Максвела стверджує, що потік вектора магнітної індукції через замкнену поверхню дорівнює нулю:
{\displaystyle \oint _{S}\mathbf {B} \cdot d\mathbf {S} =0}.

## Граничні умови
На розривній границі двох середовищ із різними магнітними сприйнятливостями нормальна складова вектора магнітної індукції залишається неперервною.
{\displaystyle B_{n1}=B_{n2}\ }
Тангенційні складові мають розрив, величина якого визначається неперервністю тангенційних складових напруженості магнітного поля.

## Виноски
1. ↑  Формули на цій сторінці записані в системі СГС (СГСГ). Для перетворення в Міжнародну систему величин (ISQ) дивись Правила переводу формул із системи СГС в систему ISQ.